# Léopold Senghor
Léopold Sédar Senghor, född 9 oktober 1906 i Joal-Fadiouth, död 20 december 2001 i Verson, Calvados, Normandie, var en senegalesisk poet och landets förste president 1960–1980.

## Biografi
Efter studier i Paris var han 1946–1959 medlem av den franska nationalförsamlingen och innehade flera höga statstjänster. 1948 bildade han ett parti som 1958 blev Union progressiste sénégalaise (UPS) och senare Partie Socialiste vilket blev Senegals ledande och länge enda tillåtna parti. Senghor var det självständiga Senegals dominerande politiker tills han drog sig tillbaka 1980. Han bevarade de goda relationerna med Frankrike och var det franskspråkiga Afrikas särskilda talesperson. Som politisk ideolog betonade han Afrikas särart och försökte kombinera socialism med négrituderörelsen.
Senghor var också en av Afrikas främsta lyriker. I sin poesi förenade han sitt nedärvda afrikanska kulturarv med impulser från sin långa vistelse i Frankrike. Två genomgående teman i hans diktning är försoning mellan folken och ett fritt Afrika. 1983 blev han som förste afrikan medlem av Académie française.

## Verk översatta till svenska
- Dikter (tolkade av Ingemar Leckius och Lasse Söderberg, 1967)
- Elegier (tolkade av Gun Bergman och Artur Lundkvist, 1969)
- De stora elegierna och andra dikter (elegierna tolkade av Malou Höjer och Artur Lundkvist, övriga dikter av Ingemar och Mikaela Leckius, 1979)